# Chworostowo (obwód smoleński)
Chworostowo (ros. Хворостово) – wieś (ros. деревня, trb. dieriewnia) w zachodniej Rosji, na osiedlu wiejskim malejewskim w rejonie krasnińskim (obwód smoleński).

## Geografia
Miejscowość położona jest nad Jelenką, 18,5 km od najbliższego przystanku kolejowego (478 km), 6 km od granicy z Białorusią, 3 km od drogi rejonowej 66N-1105 (Bolszaja Dobraja – Pawłowo – Zwierowiczi – Szejeno), 1 km od drogi rejonowej 66N-1106 (Zwierowiczi / 66N-1105 – Lubaniczi – Wasilewiczi), 19,5 km od drogi magistralnej M1 «Białoruś», 6,5 km od drogi rejonowej 66A-3 (Krasnyj – granica z Białorusią / Lady), 18 km od centrum administracyjnego osiedla wiejskiego (Malejewo), 13 km od centrum administracyjnego rejonu (Krasnyj), 59 km od Smoleńska.

## Demografia
W 2010 r. miejscowości nikt nie zamieszkiwał.

## Historia
W czasie II wojny światowej od lipca 1941 roku wieś była okupowana przez hitlerowców. Wyzwolenie nastąpiło we wrześniu 1943 roku.
Uchwałą z dnia 25 maja 2017 roku w skład jednostki administracyjnej Malejewskoje weszły wszystkie miejscowości (w tym Chworostowo) osiedla wiejskiego Pawłowskoje.